# Don Peake
Donald Gregory „Don“ Peake (* 7. Juni 1940 in Los Angeles) ist ein US-amerikanischer Musiker und Komponist für Filmmusik.

## Leben
Don Peakes Karriere als Musiker begann 1961 als Gitarrist der Everly Brothers. 1964 ging er als erster weißer Gitarrist mit dem legendären Ray-Charles-Orchestra für 10 Jahre auf Tournee. In dieser Zeit wurde er weiter durch Barney Kessel, Howard Roberts und Joe Pass an der Gitarre ausgebildet. In Los Angeles wurde er schnell zu einem der meistgefragten Gitarristen, der zusammen mit Jan und Dean, The Mamas and the Papas, Sonny and Cher, den Beach Boys arbeitete und produzierte. Er, David T. Walker und Louis Shelton spielten als Top-Session-Gitarristen auch I Want You Back ein.

## Filmografie (Auswahl)
- 1976: Rasende Gewalt (Moving Violation)
- 1976: In the Region of Ice (Kurzfilm)
- 1977: Georgia Road – Die Unschlagbaren (Bad Georgia Road)
- 1977: Hügel der blutigen Augen (The Hills Have Eyes)
- 1977: Verschwörung in Black Oak (Black Oak Conspiracy)
- 1979: Walk Proud
- 1979: Strange Fruit
- 1981: Violet (Kurzfilm)
- 1983–1986: Knight Rider (Fernsehserie, 72 Episoden)
- 1984: Und der Tod wartet schon (The Prey)
- 1990: Love Games (Modern Love)
- 1991: Das Haus der Vergessenen (The People Under the Stairs)
- 1994: Killing Yakuza (The Dangerous)
- 1995: Astrocop (Lunarcop)
- 1995: Codename: Silencer
- 1995: Hard Attack – Tatort Knast (Hard Justice)